# Antodice venustula
Antodice venustula är en skalbaggsart som beskrevs av Lane 1973. Antodice venustula ingår i släktet Antodice och familjen långhorningar. Inga underarter finns listade i Catalogue of Life.